# Kōhei Yamada
Kōhei Yamada (japanisch 山田 晃平 Yamada Kōhei; * 8. Januar 1989 in Itami, Präfektur Hyōgo) ist ein japanischer Fußballspieler.

## Karriere
Kōhei Yamada erlernte das Fußballspielen in der Schulmannschaft der Shiga Yasu High School sowie in der  Universitätsmannschaft der Wirtschaftsuniversität Osaka. Seinen ersten Vertrag unterschrieb er 2010 bei Thespa Kusatsu. Der Verein spielte in der zweithöchsten Liga des Landes, der J2 League. Für den Verein absolvierte er 34 Ligaspiele. 2012 wechselte er zu in die Vereinigten Staaten. Hier unterschrieb er einen Vertrag bei den Colorado Rapids. Das Franchise aus Commerce City, Colorado, einer Vorstadt von Denver, spielte in der Major League Soccer (MLS). Hier kam er sechsmal in der MLS Reserve League zum Einsatz. Mitte 2012 kehrte er nach Japan zurück. Im September 2021 nahm ihn der Drittligist V-Varen Nagasaki unter Vertrag. 2012 wurde er mit dem Verein Meister der dritten Liga und stieg in die zweite Liga auf. 2014 wechselte er zum Drittligisten AC Nagano Parceiro nach Nagano. Für den Verein absolvierte er 44 Ligaspiele. 2017 wechselte er zum Zweitligisten FC Gifu. Für den Verein absolvierte er 24 Ligaspiele. 2018 wechselte er nach Nara zum Viertligisten Nara Club. In Nara stand er drei Jahre unter Vertrag.
Seit dem 1. Februar 2021 ist Kōhei Yamada vertrags- und vereinslos.

## Erfolge
V-Varen Nagasaki
- Japan Football League: 2012  ▲